# Anthopleura foxi
Anthopleura foxi är en havsanemonart som beskrevs av Oscar Henrik Carlgren 1927. Anthopleura foxi ingår i släktet Anthopleura och familjen Actiniidae. Inga underarter finns listade i Catalogue of Life.